# Medalha Frederic Ives
A Medalha Frederic Ives é a mais significativa condecoração da Sociedade Óptica dos Estados Unidos, agraciando pesquisadores com contribuições significativas na área da óptica. Foi concedida a primeira vez em 1929. O prêmio é financiado pela fundação Jarus W. Quinn Ives Medal.

## Agraciados[1]
- 1929: Edward Leamington Nichols
- 1931: Theodore Lyman
- 1933: Robert Williams Wood
- 1935: George Ellery Hale
- 1937: Herbert Eugene Ives
- 1939: August Herman Pfund
- 1941: Selig Hecht
- 1943: Loyd A. Jones
- 1945: William Coblentz
- 1947: William Frederick Meggers
- 1949: George R. Harrison
- 1951: Brian O'Brien
- 1952: Ira Sprague Bowen
- 1953: H. M. Randall
- 1954: Irvine C. Gardner
- 1955: Edward O. Hulburt
- 1956: John D. Strong
- 1957: Arthur C. Hardy
- 1958: Deane B. Judd
- 1959: W. E. K. Middleton
- 1960: Richard Tousey
- 1961: Seibert Q. Duntley
- 1962: Max Herzberger
- 1963: Ralph A. Sawyer
- 1964: Gerhard Herzberg
- 1965: James G. Baker
- 1966: George Wald
- 1967: Edwin Land
- 1968: Edward Condon
- 1969: David H. Rank
- 1970: Robert E. Hopkins
- 1971: A. Francis Turner
- 1972: Robert Clark Jones
- 1973: Rudolf Kingslake
- 1974: David L. MacAdam
- 1975: Ali Javan
- 1976: Arthur Schawlow
- 1977: Emil Wolf
- 1978: Harold Hopkins
- 1979: Nicolaas Bloembergen
- 1980: Aden Meinel
- 1981: Georg H. Hass
- 1982: Lorrin A. Riggs
- 1983: Boris P. Stoicheff
- 1984: Herwig Kogelnik
- 1985: Emmett Leith
- 1986: Amnon Yariv
- 1987: Anthony E. Siegman
- 1988: Anthony J. DeMaria
- 1989: Chandra Kumar Patel
- 1990: Joseph W. Goodman
- 1991: John Hall
- 1992: Robert W. Terhune
- 1993: Leonard Mandel
- 1994: Hermann A. Haus
- 1995: Robert M. Boynton
- 1996: Charles Hard Townes
- 1997: Tingye Li
- 1998: Arthur Ashkin
- 1999: Stephen E. Harris
- 2000: Aleksandr Prokhorov
- 2001: Nick Holonyak
- 2002: James Power Gordon
- 2003: Herbert Walther
- 2004: David Wineland
- 2005: Theodor Hänsch
- 2006: Erich Ippen
- 2007: Daniel Kleppner
- 2008: Peter Knight
- 2009: Robert L. Byer
- 2010: Joseph Henry Eberly
- 2011: Ivan Paul Kaminow
- 2012: Marlan Scully
- 2013: Alain Aspect
- 2014: Paul Corkum
- 2015: James G. Fujimoto
- 2016: Gérard Mourou
- 2017: Margaret M. Murnane
- 2018: Rod C. Alferness
- 2019: Eli Yablonovitch
- 2020: Ursula Keller